# Soldado de plástico

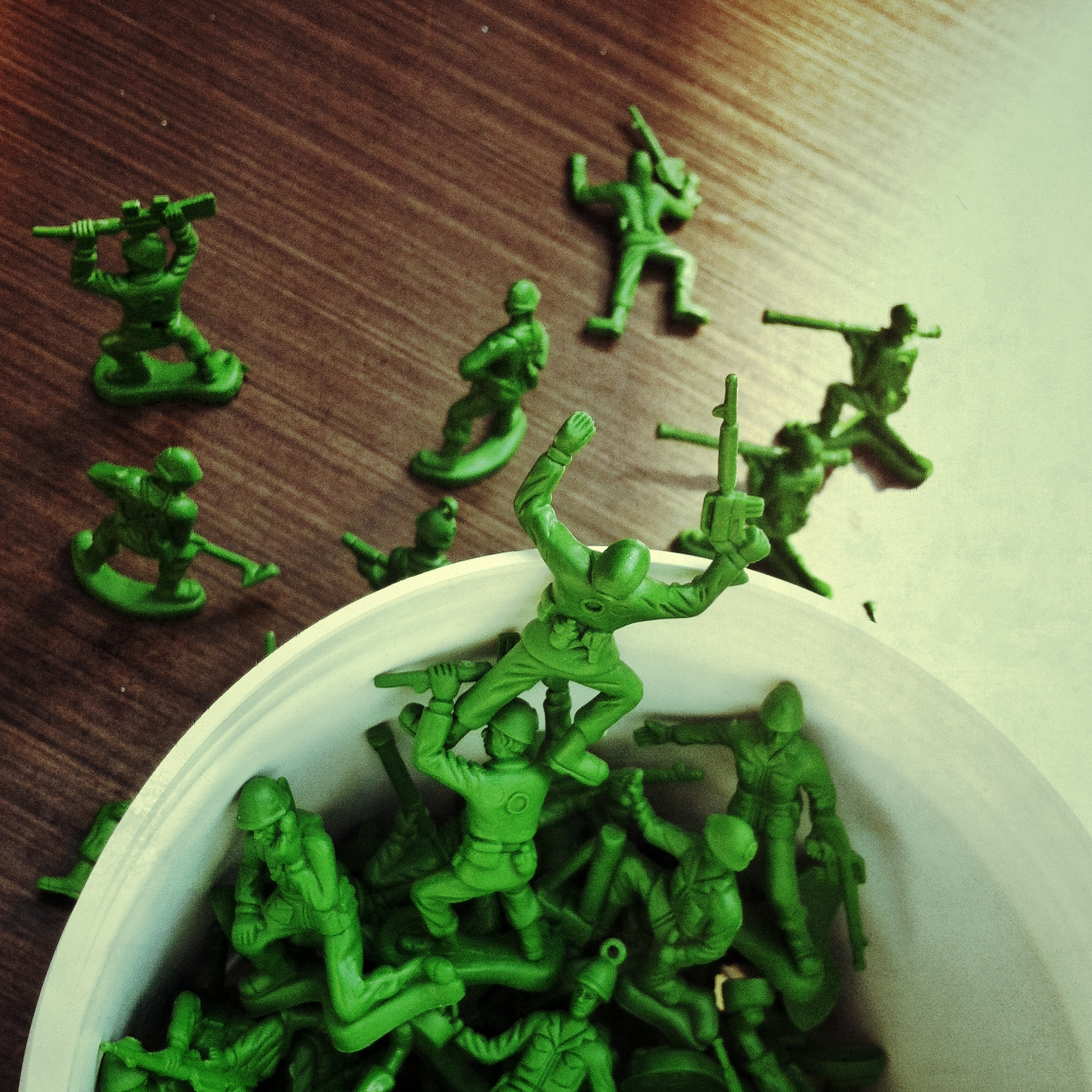
Soldados de plástico.

Soldados de plástico ou soldadinhos de chumbo (army men, inglês) são soldados de brinquedo simples que têm aproximadamente 5 cm (2 polegadas) de altura e são mais comumente moldados com plástico relativamente inquebrável verde ou de outra cor qualquer. Ao contrário dos soldados de brinquedo mais caros disponíveis nas lojas, soldados de plástico são vendidos a preços baixos em pequenas lojas, supermercados, e lojas 1,99. Também ao contrário de muitos soldados de brinquedo, soldados de plástico são vendidos sem pintura e quase sempre vestidos com uniformes militares modernos e armados com armas do século XX.

## Descrição
Soldados de plástico são vendidos em sacolas plásticas ou baldes, e frequentemente vêm em diferentes cores, como verde, bege ou cinza, para representar lados opostos. Eles estão equipados com grande variedade de armas, tipicamente da Segunda Guerra Mundial à era atual, entre elas fuzis, metralhadoras, submetralhadoras, fuzis de precisão, pistolas, granadas, lança-chamas e bazucas. Eles também tem radiocomunicadores, desarmadores de minas e homens armados com baionetas. Os capacetes tradicionais são o velho M1 estilo "panela" que era dado aos soldados estadunidenses durante a metade ao final do século XX. Soldados de plástico são algumas vezes embalados com acessórios adicionais, incluindo tanques (frequentemente baseados no tanque M48 Patton), jipes, aerodeslizadores armados, semilagartas, artilharia, helicópteros, caças e fortificações. Seus veículos são geralmente fabricados em uma escala menor para economizar na produção e nos custos de empacotamento. Devido aos soldados de plástico serem considerados brinquedos e não modelos, as precisões histórica e cronológica não são geralmente uma prioridade.

## História e variedades
Os primeiros soldados de plástico estadunidenses foram feitos pela Bergen Toy & Novelty Co. (abreviado como Beton) em 1938. A Beton também adquiriu os moldes de outra companhia de figuras plásticas pré-guerra, a Universal Plastics, com suas figuras restantes à venda quando a produção de brinquedos de chumbo parou em 1942. As figuras da Beton eram pintadas como figuras de metal e vendidas da mesma maneira que seus confrades: individualmente ou em um conjunto encaixotado de cerca de sete figuras. Após a Segunda Guerra Mundial, a Beton modificou suas figuras em uma tentativa de mudar o tipo de capacete da Primeira Guerra Mundial para um da Segunda.
Após a Segunda Guerra Mundial, a produção de plástico foi vista como uma indústria com potencial de crescimento, com muitas companhias velhas e novas fabricando figuras plásticas que ficaram amplamente disponíveis nos Estados Unidos. Soldados de plástico do pós guerra eram vendidos sem pintura, geralmente na cor verde correspondente aos uniformes do Exército dos Estados Unidos na Segunda Guerra Mundial. Figuras plásticas foram vendidas em massa em sacos plásticos tranparentes com um cartão de cabeçalho ilustrado em tamanhos e preços diferentes desde o início da década de 1950.
Começando no início da década de 1950, a Louis Marx and Company vendeu conjuntos encaixotados de figuras e acessórios, chamados playsets, como o "US Army Training Center" (em português:  Centro de Treinamento do Exército dos Estados Unidos) e depois os conjuntos "Battleground" (em português:  Campo de batalha). Uma fabricante rival, a Multiple Plastics Corporation (MPC), também vendeu figuras plásticas em várias cores com diferentes acessórios separados, então as mesmas figuras podiam ser equipadas como soldados (verde), fazendeiros, pioneiros ou caubóis (marrom), policiais (azul), soldados de esqui (branco), astronautas (várias cores), ou soldados da Guerra Civil Americana de azul ou cinza.
A economia do plástico vendido em massa, a popularidade dos soldados de plástico e a competição de fabricantes levou os soldados a serem vendidos em grandes sacos, pela Marx e pela MPC, por poucos centavos na metade da década de 1960. Durante esse tempo, a Marx deu aos soldados de plástico estadunidenses soldados inimigos reais para combater, como os soldados alemães (moldados em cinza) em seu conjunto "Army Combat" (em português:  Combate do exército) de 1962, e inimigos japoneses (moldados em amarelo) em seu conjunto "Iwo Jima", que foi lançado em 1963. Em 1965, um conjunto "D-Day" da Marx retratou os Aliados, como os franceses (azul horizonte), britânicos (cáqui) e russos. Um de seus últimos e maiores playsets foi o "Fortress Navarone", com vários níveis, uma montanha baseada n'Os Canhões de Navarone, que foi disponibilizada durante a década de 1970 e contrapôs os estadunidenses contra os alemães da Segunda Guerra Mundial.
Durante a Guerra do Vietnã, vendas e disponibilidade de brinquedos militares começaram a declinar juntamente com a impopularidade da guerra e o aumento dos preços do plástico durante a crise do petróleo de 1973.
Hoje a maioria dos soldados de plástico são fabricados baratamente na China e não incluem os amplos acessórios que eram comuns nos playsets da Marx. Eles também são menores na média, frequentemente com não mais que 2,5 cm (uma polegada) de altura. Muitas dessas figuras são imitações genéricas de conjuntos de figuras de companhias como a Airfix e a Matchbox. Eles variam bastante em qualidade.
Além de soldados de plástico, outras baratas figuras plásticas de brinquedo também são comumente disponíveis. Caubóis e índios de brinquedo, conjuntos de fazenda, astronautas, cavaleiros, dinossauros, bombeiros, policiais e outros playsets são muitas vezes vendidos ao lado de soldadinhos.

## Soldados de plástico na cultura popular
Para muitos garotos estadunidenses, brincar com soldados de plástico e explodi-los com fogos de artifício é quase um rito de passagem. Esse fenômeno cultural foi representado em Army Men, uma série popular de jogos de computador introduzidos pela 3DO na década de 1990. Soldados de plástico verde estiveram também entre os personagens do filme de 1995 da Disney, Toy Story. Goma de mascar com forma de soldados de plástico também foi fabricada.
Devido a esses brinquedos não custarem muito, eles são virtualmente descartáveis. Eles encorajam uma variedade de brincadeiras criativas, porque podem ser dispostos de muitas maneiras diferentes. Eles são especialmente adequados para a caixa de areia ou simples jogos de guerra com bolas de gude ou borracha, que podem ser roladas ou arremessadas nos soldados de plástico.
Críticos acusaram os soldados de plástico de defender a violência armada e o militarismo, e eles foram banidos de escolas e creches com políticas de tolerância zero à armas. Em uma ocasião foi pedido para crianças cortarem as armas de soldados de plástico em exibição durante uma cerimônia de graduação de uma escola de ensino fundamental.
Um uso incomum para soldados de plástico foi anexar poemas a eles e espalhá-los em uma trama de "poesia de guerrilha". Eles também também foram os atores exclusivos (embora stop-motion) em um videoclipe com uma faixa instrumental da banda Pink Martini.